# Armando Calderón Sol
Armando Calderón Sol (San Salvador (El Salvador), 24 de juny de 1948 - 9 d'octubre de 2017) fou president d'El Salvador entre l'1 de juny de 1994 i l'1 de juny de 1999, i un dels fundadors el 1981 del partit ultradretà ARENA, partit amb qui guanyà les eleccions.